# Femme devant un aquarium
Femme devant un aquarium est un tableau réalisé en 1921-1923 par le peintre français Henri Matisse. Cette huile sur toile représente une femme se reposant la tête sur une table à côté d'un bocal de poissons rouges et d'un rameau de conifère chargé de pommes de pin. Passée par la galerie Bernheim-Jeune, à Paris, l'œuvre est conservée  à l'Art Institute of Chicago, à Chicago, aux États-Unis, depuis un don de Frederic Clay Bartlett en 1926.